# Eleocharis flavescens
Eleocharis flavescens é uma espécie de planta com flor pertencente à família Cyperaceae. 
A autoridade científica da espécie é (Poir.) Urb., tendo sido publicada em Symbolae Antillanae seu Fundamenta Florae Indiae Occidentalis 4(1): 116. 1903.

## Portugal
Trata-se de uma espécie presente no território português, nomeadamente em Portugal Continental.
Em termos de naturalidade é introduzida na região atrás referida.

## Protecção
Não se encontra protegida por legislação portuguesa ou da Comunidade Europeia.